# Bogis-Bossey
Bogis-Bossey – miejscowość i gmina (commune) w zachodniej Szwajcarii, w kantonie Vaud, w okręgu (district) Nyon.  

## Demografia
W Bogis-Bossey mieszkają 932 osoby. W 2021 roku 34,3% populacji gminy stanowiły osoby urodzone poza Szwajcarią.

## Transport
Przez teren gminy przebiega autostrada A1.